# Hemerobius immaculatus
Hemerobius immaculatus is een insect uit de familie van de bruine gaasvliegen (Hemerobiidae), die tot de orde netvleugeligen (Neuroptera) behoort. 
Hemerobius immaculatus is voor het eerst wetenschappelijk beschreven door Olivier in 1792.